# Hesperocorixa brimleyi
Hesperocorixa brimleyi är en insektsart som först beskrevs av George Willis Kirkaldy 1908.  Hesperocorixa brimleyi ingår i släktet Hesperocorixa och familjen buksimmare. Inga underarter finns listade i Catalogue of Life.